# STU48のセトビンゴ!
『STU48のセトビンゴ!』（エスティーユーフォーティーエイトのセトビンゴ）は、2018年1月16日から3月27日まで日本テレビで放送されていたSTU48のバラエティ番組である。

## 概要
『AKBINGO!』『NOGIBINGO!』『KEYABINGO!』に続く「BINGO!」シリーズの第4弾として開始したバラエティ番組であり、STU48として初の関東での冠番組である。STU48メンバーが生まれ育った瀬戸内の魅力を伝えるのはもちろんのこと、王道バラエティーの様々な企画や試練に全力で挑戦することでメンバー個々の個性豊かな魅力を引き出し、アイドルとしてのステップアップを目指す。MCは、お笑いコンビのメイプル超合金が務める。
番組内では、瀬戸内海のグルメを食べながら番組の反省会やプライベートトークなど繰り広げるコーナー「STU48のセトナイ会」が展開され、動画配信サービスHuluにおいてはテレビ未放送部分を含む完全版を配信している。

## 出演者
レギュラー
- MC：メイプル超合金（安藤なつ・カズレーザー）[2]
- STU48[2]
  - 石田千穂、石田みなみ、磯貝花音、市岡愛弓、今村美月、岩田陽菜、大谷満理奈、岡田奈々、尾﨑舞美、甲斐心愛、門田桃奈、門脇実優菜、榊美優、佐野遥、塩井日奈子、新谷野々花、菅原早記、瀧野由美子、田中皓子、谷口茉妃菜、張織慧、土路生優里、兵頭葵、福田朱里、藤原あずさ、三島遥香、峯吉愛梨沙、森香穂、森下舞羽、矢野帆夏、薮下楓

その他の出演者
- 千鳥 - 第2回「カズ驚き尻の固さが安藤なつと互角のメンバー&先輩千鳥突撃」放送内の「今月デビューの私達を応援して!」応援依頼[5]
- 桝太一（日本テレビアナウンサー） - 第2回放送分「セトナイ会」[5]
- 広島お好み焼き 鯉々 店員・吉川さん - 第3回「MCメイプル超合金!ケンミン愛（秘）バトルの罰にメンバー号泣」広島お好み焼きと関西お好み焼き食べ比べバトルにて、広島お好み焼きを提供[6]。
- フグ料理専門店 下関春帆楼東京店 店員・藤村さん - 第3回「MCメイプル超合金!ケンミン愛（秘）バトルの罰にメンバー号泣」ふぐ刺身と鯛刺身の食べ比べバトルにて、ふぐ刺身を提供[6]
- 愛媛県東京事務所 産業購買部・西山さん、えひめブランド推進課・峯下さん - 第3回「MCメイプル超合金!ケンミン愛（秘）バトルの罰にメンバー号泣」愛媛県産みかんと他県産みかんの食べ比べバトルにて、愛媛県産みかんを提供[6]
- 和牛 - 第3回「MCメイプル超合金!ケンミン愛（秘）バトルの罰にメンバー号泣」放送内の「今月デビューの私達を応援して!」応援依頼[6]
- 徳島えりか（日本テレビアナウンサー） - 第4回「MCメイプル超合金!カワイイ方言バトル&憧れ大先輩(秘)直撃」カワイイ方言審査員[7]。
- 柏木由紀（AKB48/NGT48）、荻野由佳（NGT48）、松井珠理奈（SKE48） - 第4回「MCメイプル超合金!カワイイ方言バトル&憧れ大先輩(秘)直撃」瀬戸内レモンで憧れの先輩とお近づきに![7]
- 愛媛県･大三島お好み焼き店 大鳥居　店主･相原洋子さん - 第6回「カズがSTUプライベート映像めった切り&瀬戸内カワイイ旅」13歳ありのんコンビMV撮影の地へ[8]
- 青山有紀（料理研究家） - 第7回「理想の部活マネジャー差し入れコンテスト(秘)手料理にカズあ然」[9]、第8回「カズ驚き宇宙人を目撃メンバー?手料理告白▽瀬戸の花嫁変身」[10]審査員
- 湯浅順司（AKB48CD制作プロデューサー） - 第10回「女の歌声自慢！あの名曲をメンバー熱唱！メイプルも驚き美声」審査員[11]
- 外山大輔（作曲家） - 第10回「女の歌声自慢！あの名曲をメンバー熱唱！メイプルも驚き美声」審査員[11]

## 放送日程
| 回 | 放送日         | 放送内容                                                                                   | セトナイ会                                             |
| -- | -------------- | ------------------------------------------------------------------------------------------ | ------------------------------------------------------ |
| 1  | 2018年 1月16日 | MCメイプル超合金!発表ドッキリ＆カズ採点センター試験                                        | 今村美月、門田桃奈、田中皓子、土路生優里               |
| 2  | 1月23日        | セトビンゴ!第1回センター試験後半戦 カズ驚き尻の固さが安藤なつと互角のメンバー&先輩千鳥突撃 | 甲斐心愛、矢野帆夏、福田朱里                           |
| 3  | 1月30日        | MCメイプル超合金!ケンミン愛（秘）バトルの罰にメンバー号泣                                  | 石田千穂、門脇実優菜、菅原早記                         |
| 4  | 2月6日         | MCメイプル超合金!カワイイ方言バトル&憧れ大先輩(秘)直撃                                     | 石田みなみ、榊美優、藤原あずさ                         |
| 5  | 2月13日        | カズレーザーがSTUプライベート動画ぶった切り&柔道対決                                       | 磯貝花音、佐野遥、薮下楓                               |
| 6  | 2月20日        | カズがSTUプライベート映像めった切り&瀬戸内カワイイ旅                                       | 市岡愛弓、大谷満理奈、門脇実優菜、藤原あずさ           |
| 7  | 2月27日        | 理想の部活マネジャー差し入れコンテスト(秘)手料理にカズあ然                                 | 岩田陽菜、瀧野由美子、兵頭葵、矢野帆夏                 |
| 8  | 3月6日         | カズ驚き宇宙人を目撃メンバー?手料理告白▽瀬戸の花嫁変身                                     | 大谷満理奈、甲斐心愛、新谷野々花、菅原早記、峯吉愛梨沙 |
| 9  | 3月13日        | 瀬戸内猫ちゃん運動会！メンバー猫に変身＆号泣娘にカズ爆笑                                   | 岩田陽菜、榊美優、張織慧、矢野帆夏                     |
| 10 | 3月20日        | 女の歌声自慢！あの名曲をメンバー熱唱！メイプルも驚き美声                                   | 石田千穂、瀧野由美子、森香穂、森下舞羽                 |
| 11 | 3月27日        | 激突メイプル超合金!顔面クリーム昆虫ドッキリ歌UFO?                                          | 甲斐心愛、福田朱里、矢野帆夏                           |

## 放送局
| 放送期間                | 放送日時                         | 放送局       | 対象地域       | 備考           |
| ----------------------- | -------------------------------- | ------------ | -------------- | -------------- |
| 2018年1月16日 - 3月27日 | 火曜日 1:29 - 1:59（月曜日深夜） | 日本テレビ   | 関東広域圏     | 制作局         |
| 2018年1月20日 - 3月31日 | 土曜日 0:30 - 1:00（金曜日深夜） | 広島テレビ   | 広島県         | [ 2 ] [ 注 1 ] |
| 2018年1月21日 - 4月1日  | 日曜日 1:35 - 2:05（土曜日深夜） | 南海放送     | 愛媛県         | [ 2 ]          |
| 2018年1月24日 - 4月4日  | 水曜日 1:59 - 2:29（火曜日深夜） | 西日本放送   | 香川県・岡山県 | [ 2 ]          |
| 2018年1月27日 - 4月7日  | 土曜日 0:30 - 0:59（金曜日深夜） | 山口放送     | 山口県         | [ 2 ]          |
| 2018年2月8日 - 4月19日  | 木曜日 22:00 - 22:30             | 日テレプラス | 全国CS放送     |                |

## スタッフ
- 企画プロデュース：秋元康[2]
- 構成：三田卓人、平出尚人、石塚祐介[2]
- TM：木村博靖
- SW：荻野高康
- カメラ：加美山稔
- 音声：依田真和
- VE：牛山敏彦
- LD：真壁弘
- 美術プロデューサー：栗原和也、大川明子
- デザイン：栗原純二
- 大道具：永瀬雅俊
- 小道具：伊沢英樹
- 衣裳：栗田佐智子
- 技術協力：NiTRO
- 美術協力：日本テレビアート
- 編集：川尻一弘（イカロス）
- MA：田倉学（イカロス）
- 音効：高取謙（Thee BLUE BEAT）
- TK：山沢啓子
- CG：斉藤良浩
- 企画協力：窪田康志（AKS）、佐野裕一（田辺音楽出版）
- 協力：STU
- 総合編成：川邊昭宏、植野浩之
- 「セトビンゴ!製作委員会」：海野大輔、山王丸和恵、土岐洋久、山崎隼、内藤ひとみ
- デスク：当田駒子
- リサーチ：平川達矢
- AD：荒井悠希、吉田香里奈、大橋達郎、波多野詩織
- ディレクター：中尾光佐、萩原博喜、師岡靖成、光若令真、佐藤智之、杉田心平、平澤賢宗
- 演出：渡邊政次[2]
- コンテンツプロデューサー：毛利忍[2]
- プロデューサー：大友有一、相澤幸一、永辻貴子[2]、小松愛、加藤和恵
- 統括プロデューサー：倉田忠明[2]
- チーフプロデューサー：糸井聖一[2]
- 制作協力：acro[2]
- 企画制作：日本テレビ[2]
- 製作著作：「セトビンゴ!」製作委員会[2]

## 関連商品
| リリース日    | タイトル                       | レーベル | 規格品番   | 形態   | 封入特典                                                       | 収録映像 |
| ------------- | ------------------------------ | -------- | ---------- | ------ | -------------------------------------------------------------- | --- |
| 2019年3月29日 | STU48のセトビンゴ! DVD-BOX     | vap      | VPBF-14726 | 初回版 | フォトブックレット36P ＋ ポストカード3枚ランダム封入（全21種） | 全放送、メイキング映像、STU48原宿へ、密着!瀬戸内ロケ、未公開VTR、メンバー同士で撮影!「セトカメラ」                                                                 |
| 2019年3月29日 | STU48のセトビンゴ! Blu-ray-BOX | vap      | VPXF-71598 | 通常版 | フォトブックレット36P ＋ ポストカード3枚ランダム封入（全21種） | 全放送、メイキング映像、STU48原宿へ、密着!瀬戸内ロケ、未公開VTR、メンバー同士で撮影!「セトカメラ」、「瀬戸内グルメ食べながらマル秘ウラ話!セトナイ会」完全版 全11回 |